# Susanna (сингл, 1984)
«Susanna» (укр. «Сюзанна») — пісня італійського співака та актора Адріано Челентано, що вийшла 1984 року. Є однією з найпопулярніших пісень Челентано.

## Історія
«Susanna» є кавером однойменної пісні голландського гурту «VOF de Kunst» («The Art Company»), авторами оригіналу були: Керолін Богман і Ферді Ленсі, авторами італійської версії: Мікі Дель Прете і Серджо Капуто. Пісня стала сьомим треком триб'ют-альбому Челентано «I miei americani» 1984 року, який складався з міжнародних хітів англомовних виконавців. Аранжування до пісні створив Пінуччіо Піраццолі, а продюсером став Мікі Дель Прете. Пісня вважається одним з найпопулярніших хітів Челентано, надалі вона потрапила до таких збірок: «Antologia 1957—1987» (1987), «Super Best» (1992), «Le Volte Che Celentano E' Stato 1» (2003).

## Сюжет
Пісня названа одним з найвідоміших жіночих імен — Сюзанна й стосується теми кохання. Героїня пісні «Сюзанна» — багата та красива жінка, яка, пообіцявши кохання головному герою, втекла з багатим продавцем біжутерії. 

## Виконання
Пісня «Susanna» виконувалася Адріано Челентано на концерті у Москві і телепередачі «Fantastico 8» 1987 року. Востаннє співак виконував пісню наживо на благодійному концерті присвяченому хворим дітям 27 вересня 1995 року у французькому містечку Лурд. 

## Сингл
1984 року Челентано випустив пісню в Італії на 7- та 12-дюймових LP-синглах. Виданням синглу займалася власна студія звукозапису співака, «Clan Celentano».

### Трек-лист
| (Clan Celentano — YD 685) Сторона «А» Susanna (Susanna) — 4:10 Сторона «Б» Il Contadino (Hold On I'm Coming) — 3:30 | (Clan Celentano — CLN 23001) Сторона «А» Susanna (Susanna) — 4:45 Сторона «Б» Il Cantante Folle (The Great Pretender) — 4:15 |

## Використання
Також пісню наспівував та замовляв п'ять разів у ресторані персонаж актора Олександра Панкратова-Чорного — «Гєна» у радянській кінокомедії «Де міститься нофелет?» (1987). 

## Джерело
- Сингл «Susanna» на сайті discogs.com [Архівовано 19 лютого 2021 у Wayback Machine.]